# 추레키
추레키(그리스어: τσουρέκι)는 달콤한 명절 빵으로, 그리스, 아르메니아, 튀르키예 등에서 부활절 등에 먹는다.

## 이름
그리스어 "추레키(τσουρέκι)"의 어원은 튀르키예어 "최레크(çörek)"로, 이는 다시 "둥근 빵"을 뜻하는 오스만 튀르키예어 "최레크(چورك)"에서 나온 말이다. 튀르키예어에서 둥근 모양을 뜻하는 말로 "체브레크(çevrek)"가 있다.
"추레키"라 하면 보통 부활절에 먹는 "람브로프소모(λαμπρόψωμο)"를 가리키는데, 이는 "부활절 빵"이라는 뜻으로, "부활절"을 뜻하는 "람브리(Λαμπρή)"와 빵을 뜻하는 "프소미(ψωμί)"의 합성어이다. 형용사 "람브로스(λαμπρός)"는 "밝은, 환한, 빛나는"이라는 뜻이다. 다른 이름으로 "람브로쿨루라(λαμπροκουλούρα)"가 있는데, "쿨루라(κουλούρα)"는 고리 모양인 것을 두루 일컫는 명사이다. 고리 모양 빵인 "쿨루리(κουλούρι)"의 이름도 이것에서 비롯했다.

## 종류

### 그리스
그리스에서 "추레키"라 하면 보통 부활절에 먹는 람브로프소모(λαμπρόψωμο)를 가리킨다. 람브로쿨루라(λαμπροκουλούρα)라고도 한다. 밀가루에 설탕, 버터, 우유를 넣어 반죽해 만들며, 굽기 전에 달걀물을 바른다. 오렌지 제스트나 매스틱, 마흘랍 같은 향신료가 흔히 쓰인다. 붉게 물들인 부활절 달걀을 넣어 만들기도 한다. 꽈배기 모양이 특징이다.
크리스마스에 먹는 것은 추레키의 일종이긴 하지만 보통 "그리스도 빵"이라는 뜻의 흐리스토프소모(χριστόψωμο)라 불린다. 둥근 모양이며, 과일 케이크와도 비슷하다.
그 외에도 새해 다음날인 바실리오의 날(1월 2일)에는 바실로피타(βασιλόπιτα)를 먹는다. 이 또한 추레키의 일종으로 여겨진다.

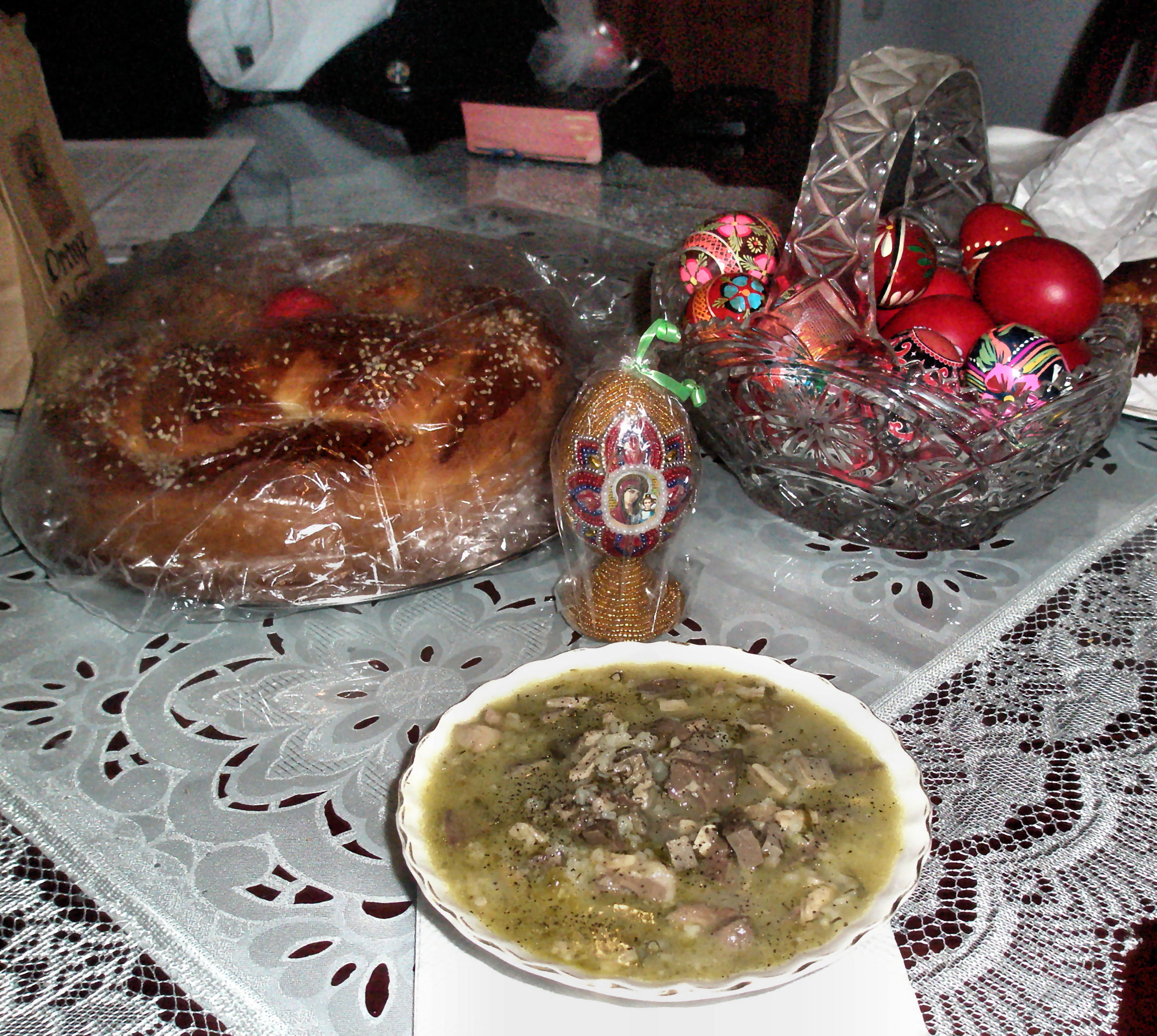
부활절의 추레키(람브로프소모), 부활절 달걀, 마이리차
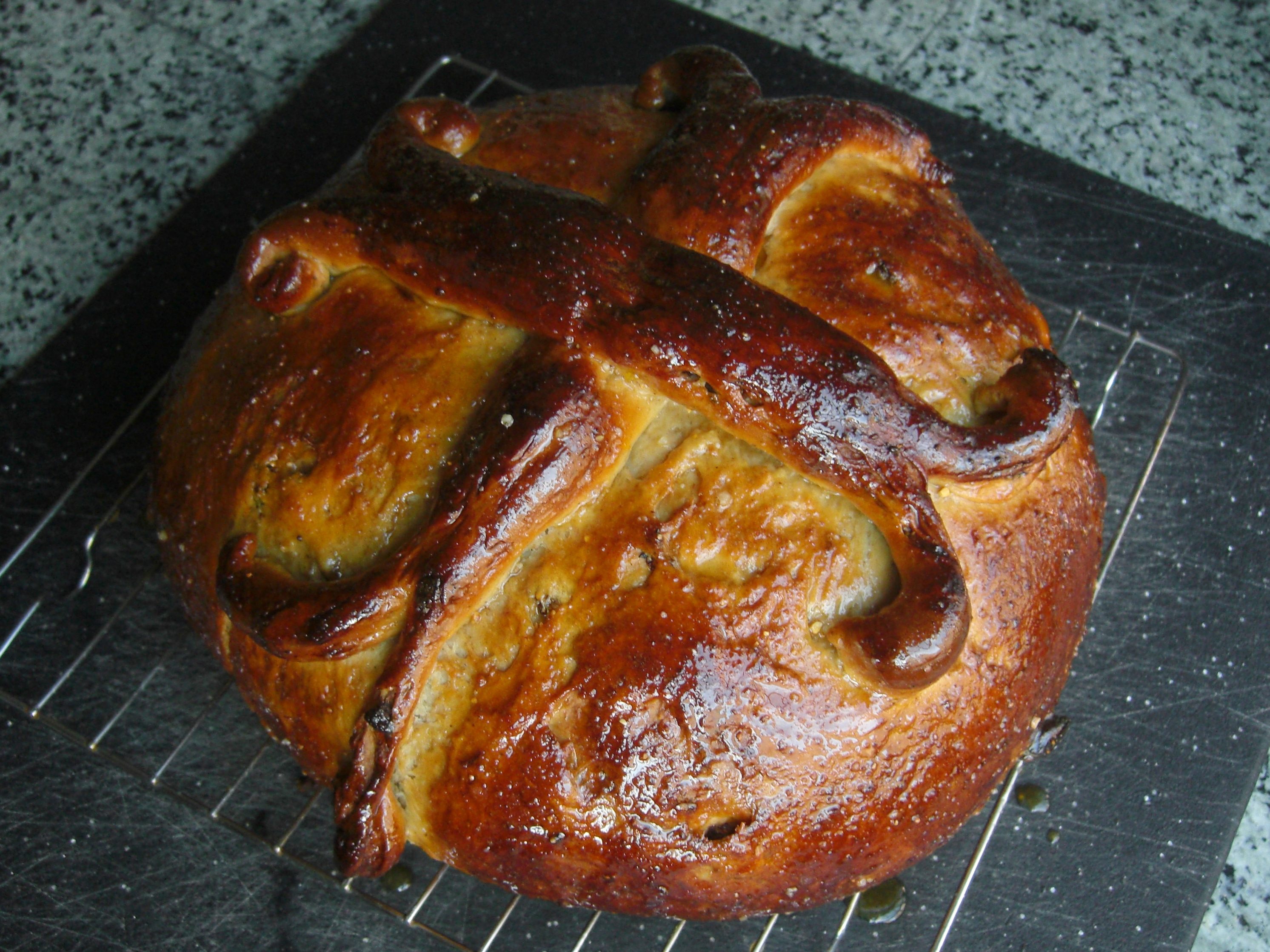
크리스마스의 흐리스토프소모
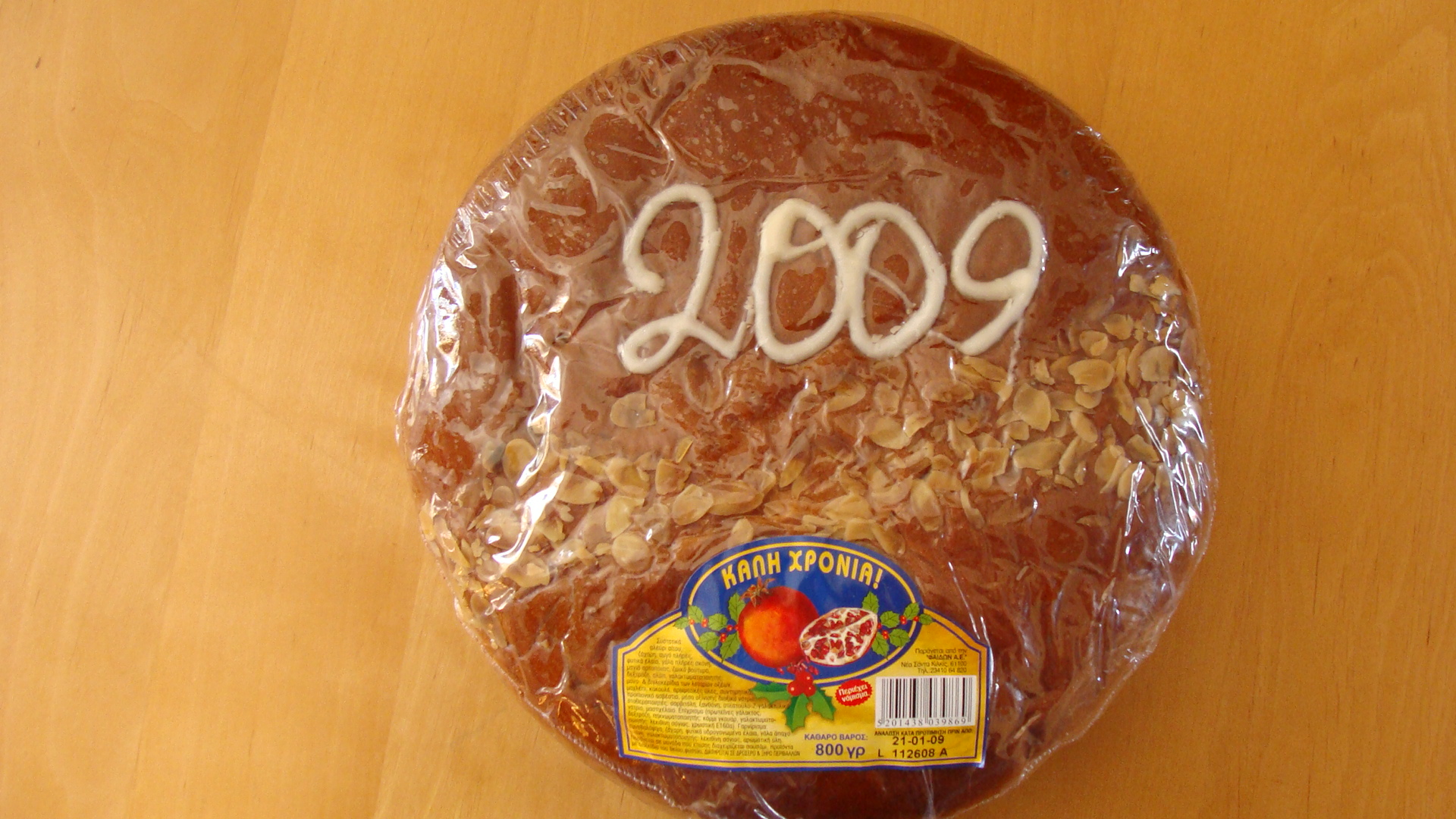
바실리오의 날의 바실로피타

### 아르메니아
아르메니아의 부활절 빵은 초레크(아르메니아어: չորեկ)라 불린다.

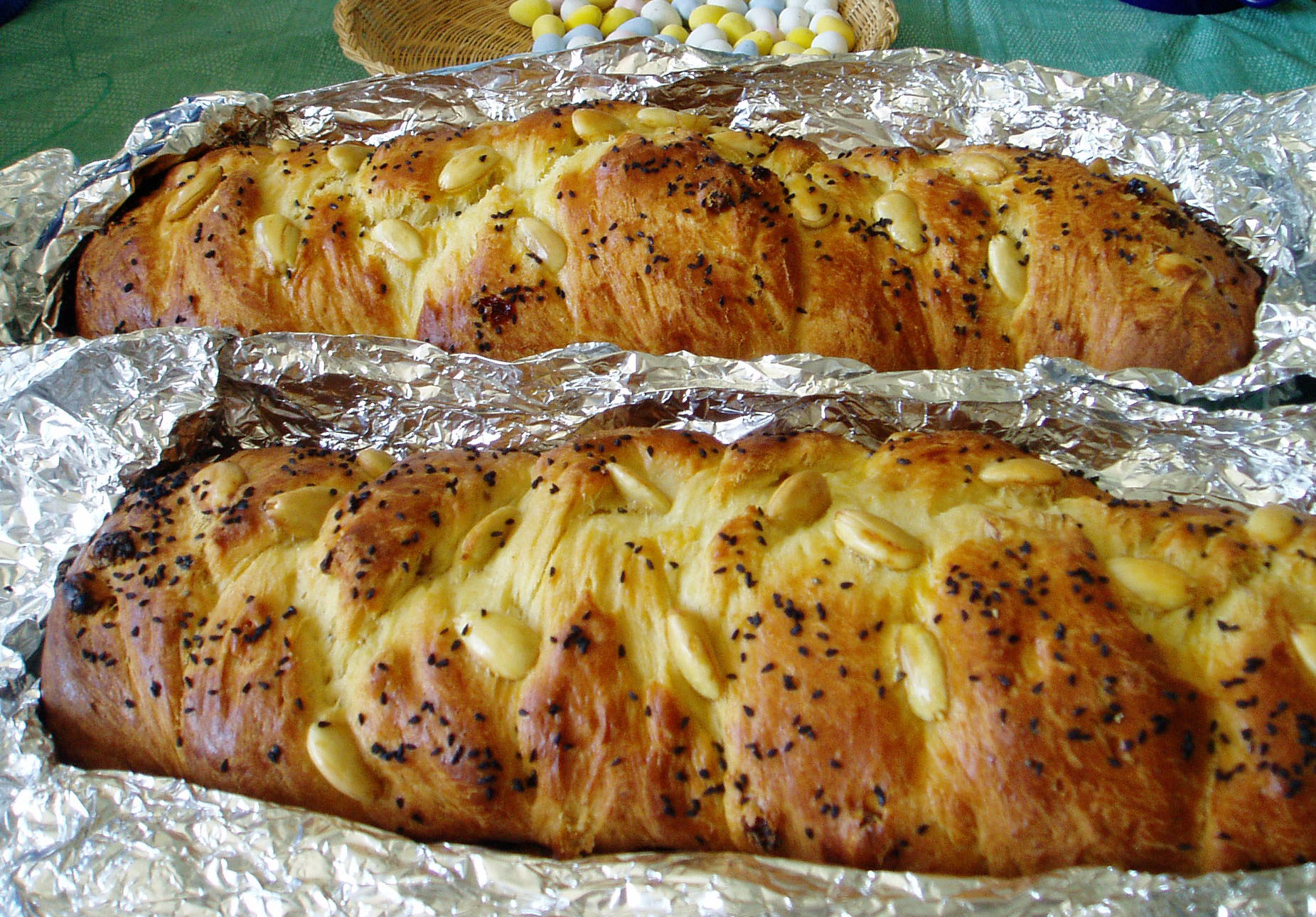
아르메니아의 추레키

### 튀르키예
튀르키예의 부활절 빵은 파스칼리아 최레이(튀르키예어: Paskalya çöreği)라 불리는데, 이는 "부활절 최레크"라는 뜻이다. "파스칼리아(Paskalya)"가 부활절을 뜻한다.

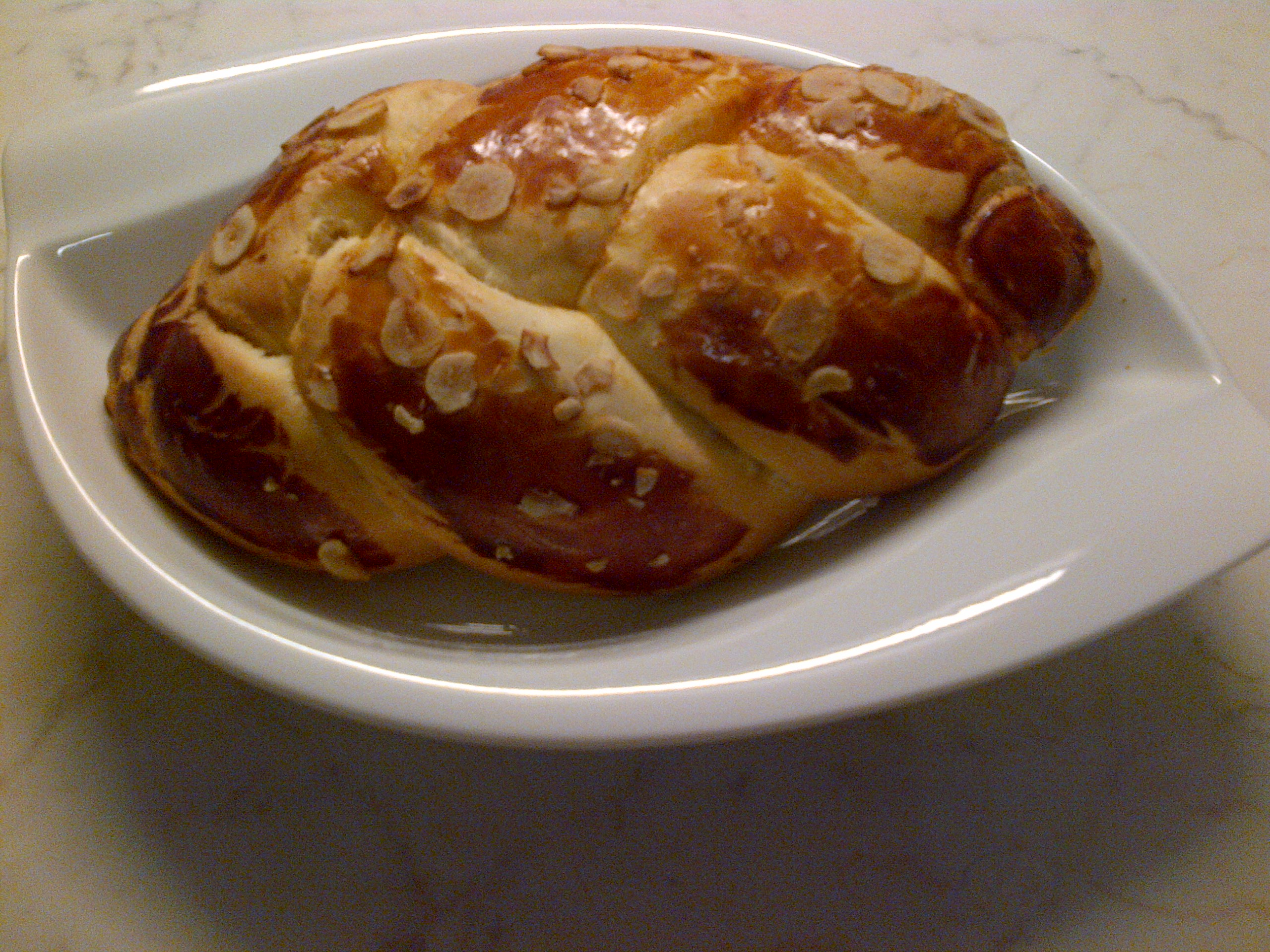
파스칼리아 최레이

## 같이 보기
- 바노치카
- 브리오슈
- 초프
- 최레크
- 코조나크
- 풀라
- 할라